# Пірсон (Мічиган)
Пірсон (англ. Pierson) — селище (англ. village) в США, в окрузі Монткам штату Мічиган. Населення — 229 осіб (2020).

## Географія
Пірсон розташований за координатами 43°19′11″ пн. ш. 85°29′51″ зх. д. / 43.31972° пн. ш. 85.49750° зх. д. (43.319647, -85.497502).  За даними Бюро перепису населення США в 2010 році селище мало площу 0,65 км², уся площа — суходіл.

## Демографія
Згідно з переписом 2010 року, у селищі мешкали 172 особи в 62 домогосподарствах у складі 45 родин. Густота населення становила 266 осіб/км².  Було 73 помешкання (113/км²).
Расовий склад населення:
| - 98,3 % — білих - 0,6 % — чорних або афроамериканців - 1,2 % — осіб інших рас |

До двох чи більше рас належало 0,0 %. Частка іспаномовних становила 1,7 % від усіх жителів.
За віковим діапазоном населення розподілялося таким чином: 29,1 % — особи молодші 18 років, 63,9 % — особи у віці 18—64 років, 7,0 % — особи у віці 65 років та старші. Медіана віку мешканця становила 30,3 року. На 100 осіб жіночої статі у селищі припадало 129,3 чоловіків;  на 100 жінок у віці від 18 років та старших — 121,8 чоловіків також старших 18 років.
Середній дохід на одне домашнє господарство  становив 42 809 доларів США (медіана — 38 125), а середній дохід на одну сім'ю — 47 764 долари (медіана — 46 875). За межею бідності перебувало 22,1 % осіб, у тому числі 27,6 % дітей у віці до 18 років та 0,0 % осіб у віці 65 років та старших.
Цивільне працевлаштоване населення становило 89 осіб. Основні галузі зайнятості: виробництво — 39,3 %, будівництво — 12,4 %, роздрібна торгівля — 10,1 %, мистецтво, розваги та відпочинок — 10,1 %.